# مان هالتيجا
مان هالتيجا (بالإنجليزية: Mannhaltija)‏ روح الأرض في الأساطير الفنلندية التي تشرف على ثمار الزراعة.